# سینمای روسیه
سینمای روسیه در امپراتوری روسیه آغاز گشت؛ به‌طور گسترده‌ای در اتحاد شوروی آن گسترش یافت و در سال‌های پس از فروپاشی آن صنعت فیلم روسیه همچنان به صورت بین‌المللی شناخته‌شده باقی ماند.